# Під рушницею
Термін Під рушницею описує ступінь військової готовності (фактичну чи церемоніальну). Зазвичай, війська вважаються «під рушницею» коли вони вдягнені в уніформу, на службі та озброєні (рушниця, пістолет чи меч), на відміну від того, хто в уніформі, на чергуванні, але немає зброї.
Солдат без зброї, але із кобурою чи іншим спорядженням пов'язаним зі зброєю, може вважатись символічно «під рушницею».
Солдати зазвичай знімають головні убори у приміщеннях; однак, солдати під рушницею, зазвичай, носять свої головні убори будь-де, за невеликими виключеннями.